# Overnight Sensation
Overnight Sensation (Sensación desde la noche anterior) es el decimotercer álbum de estudio de la banda de rock británica Motörhead. Fue lanzado al mercado el 15 de octubre de 1996.

## Historia
Después de la marcha de Würzel en 1995, la banda volvió a su fórmula de tres componentes; bajo/voz, guitarra y batería. Este álbum es también el primero, desde Ace of Spades, en aparecer la banda en la portada. A pesar de volver a ser tres, este álbum tiene un sonido más duro que su predecesor, Sacrifice.
Overnight Sensation comienza con una canción de speed metal, "Civil War". "Crazy Like a Fox", la siguiente canción, es rápida con un solo de armónica de Lemmy. "I Don’t Believe a Word" comienza con un solo de bajo, para después convertirse en una canción lenta y de estilo blues con un fuerte riff de guitarra. "Eat the Gun" es una canción de heavy metal con destacada guitarra principal. La canción que da título al álbum, "Overnight Sensation", es una canción en medio tempo con un estribillo pegadizo y batería muy consistente. "Love Can't Buy You Money" tiene un riff duro y un tono humorístico. "Broken" es una canción de heavy metal de medio tempo. "Them Not Me" es una canción rápida con un riff principal duro. "Murder Show" es similar, pero más pegadiza y repetitiva. "Shake the World" es una canción lenta de heavy metal. La última canción, "Listen to Your Heart", tiene guitarras acústicas encima de los riff y un tono alegre.

## Lista de canciones
Todas las canciones compuestas por Phil Campbell, Lemmy, y Mikkey Dee, excepto donde se indique lo contrario.
1. "Civil War" (Campbell, Lemmy, Dee, Max Ax) – 3:01
2. "Crazy Like a Fox" – 4:32
3. "I Don't Believe a Word" – 6:31
4. "Eat the Gun" – 2:13
5. "Overnight Sensation" – 4:10
6. "Love Can't Buy You Money" – 3:06
7. "Broken" – 4:34
8. "Them Not Me" – 2:47
9. "Murder Show" – 3:03
10. "Shake the World" – 3:29
11. "Listen to Your Heart" (Lemmy) – 3:45

## Personal
- Lemmy - bajo, voz, armónica, guitarra acústica
- Phil Campbell - guitarra
- Mikkey Dee - batería

- Grabado en Ocean Studio y Track House Recording Studio.
- Producido por Howard Benson y Duane Barron.
- Coproducido por Ryan Dorn y Motörhead.
- Mezclado por Ryan Dorn y Duane Barron.
- Ingenieros asistentes: James Ornelas, Evan Levy, y Duane Barron.
- Mezclado en The Gallery.
- Masterizado en Digiprep por Dan Hersch.
- Portada de Annamaria DiSanto.